# Mammelomys rattoides
Il ratto dalla coda a mosaico maggiore (Mammelomys rattoides  Thomas, 1922) è un roditore della famiglia dei Muridi endemico della Nuova Guinea.

## Descrizione

### Dimensioni
Roditore di medie dimensioni, con la lunghezza della testa e del corpo tra 159 e 224,4 mm, la lunghezza della coda tra 136,5 e 148,3 mm, la lunghezza del piede tra 39,1 e 44,1 mm, la lunghezza delle orecchie tra 18,7 e 23,9 mm e un peso fino a 236 g.

### Aspetto
La pelliccia è densa, lucida e ordinata. Le parti superiori sono bruno-rossicce, i fianchi sono grigio-rossicci, mentre le parti inferiori sono bianche con la base dei peli grigia e nettamente distinte dal colore del dorso. La testa è grigia, il capo è più rossiccio. Una macchia nera su ogni lato del muso si estende dietro fino a formare un anello intorno all'occhio, in netto contrasto con la fronte grigia e le guance bianche. Le orecchie sono praticamente prive di peli e bruno-grigiastre. Il dorso delle zampe e la loro parte interna sono bianche. Inoltre è presente una striscia esterna bruno-grigiastra che si estende dalla base delle dita e diventa una grossa chiazza scura sui polsi e sulle anche. La coda è più corta della testa e del corpo, è grigio-brunastra sopra, bianca sotto e all'estremità. Ci sono 8-9 anelli di scaglie per centimetro.

## Biologia

### Comportamento
È una specie terricola. Si rifugia all'interno di tane e cunicoli. Probabilmente è solitaria.

### Riproduzione
Le femmine danno alla luce un piccolo alla volta.

## Distribuzione e habitat
Questa specie è diffusa in gran parte della Nuova Guinea e sull'isola di Yapen.
Vive nelle foreste di pianura tra 320 e 1.400 metri di altitudine.

## Conservazione
La IUCN Red List, considerato il vasto areale, la popolazione numerosa e la mancanza di serie minacce, classifica M.rattoides come specie a rischio minimo (Least Concern).